# Jean-Pierre Egger
Jean-Pierre Egger (* 30. Juli 1943 in Neuenburg; † 29. Juli 2025) war ein Schweizer Leichtathlet, spezialisiert auf das Kugelstossen und den Diskuswurf. Seit Beendigung seiner aktiven Karriere war der Turn- und Sportlehrer als Trainer tätig, spezialisiert auf das Krafttraining.

## Karriere als Sportler
Egger war zwischen 1971 und 1980 neunmal Schweizer Meister im Kugelstossen sowie dreimal im Diskuswurf. Mit seiner Bestleistung von 20,25 m belegt er den zweiten Rang in der ewigen Schweizer Bestenliste im Kugelstossen, seine Bestleistung im Diskuswurf beträgt 57,42 m.
Als Kugelstoßer nahm Egger zweimal an Olympischen Spielen teil. 1976 scheiterte er mit 18,13 m deutlich in der Qualifikation. 1980 erreichte er mit 19,61 m als Zwölfter unter 16 Teilnehmern den Finalwettkampf, wo er mit 18,90 m ebenfalls den 12. Platz belegte.

## Karriere als Trainer
Später übernahm er das Training des Schweizer Kugelstossers Werner Günthör, der mit ihm dreimal Weltmeister wurde und 1988 an den Olympischen Spielen die Bronzemedaille gewann. Zudem amtete er als Krafttrainer unter anderem für das Schweizer Segelteam Alinghi, die Fussballmannschaften des Grasshopper Club Zürich und von Olympique Marseille, die französische Basketballmannschaft, die 2000 den Olympiafinal erreichte, den Skispringer Simon Ammann vor dessen Doppelolympiasieg 2002 und Swiss Olympic. In späteren Jahren betreute er auch Matthias Sempach, der 2013 Schwingerkönig wurde, und ab 2010 die Kugelstosserin Valerie Adams, die mit ihm Olympiasiegerin wurde und zwei weitere WM-Titel gewann.
Während der Olympischen Sommerspiele 2008 war Egger als Olympia-Beobachter beim Schweizer Fernsehen tätig.
2020 wurde er im Rahmen der «Swiss Sports Awards» als bester Trainer der letzten 70 Jahre ausgezeichnet.
Egger starb am 29. Juli 2025 kurz vor seinem 82. Geburtstag.

## Buchveröffentlichung
- The Way to Excellence. Weber Verlag, Thun/Gwatt 2020, ISBN 978-3-03922-001-4.